# Georges Lefebvre
Georges Lefebvre (Lille, 7 de agosto de 1874 - Boulogne-Billancourt, 28 de agosto de 1959) fue un historiador francés, considerado autoridad en la Revolución francesa. Fue catedrático de Historia de la Revolución Francesa en la Sorbona.

## Biografía
Su nombre completo era Georges Théodore Jules Lefebvre. Sus padres eran Théodore Auguste Louis Lefebvre y su madre Marie Chapelet. Nació en la ciudad de Lille el 7 de agosto de 1874 a las seis de la mañana, según consta en su acta de nacimiento. Su familia era oriunda del norte de Francia. Pertenecía a una familia humilde e hizo sus estudios secundarios y universitarios gracias a una beca del Estado francés. Su hermano menor, Théodore Lefebvre (1889-1943), geógrafo, fue miembro de la Resistencia francesa. 
Obtuvo la agregación en 1898 y fue profesor en institutos de Cherburgo, Tourcoing y Lille hasta 1918, antes de ser profesor en los prestigiosos institutos Henri IV y Montaigne de París.
En 1924 presentó en la universidad de Clermont-Ferrand su tesis doctoral, Les Paysans du Nord pendant la Révolution française (Los campesinos del norte durante la Revolución Francesa), un estudio sobre los efectos de la Revolución Francesa en zonas rurales. Su estudio pormenorizado de las fuentes de archivo de la época fue aplaudido por historiadores como Alphonse Aulard, Albert Mathiez y Henri Pirenne, y se sitúa en los límites de la historia social y económica. Escribía a veces desde el punto de vista que habría tenido un campesino de la época de la Revolución.
En 1932 sucedió a Albert Mathiez en la presidencia de la Société des études robespierristes (Sociedad de estudios robespierristas), editora de esta revista.
El mismo año publicó su obra más conocida, La Grande Peur de 1789 (El gran miedo de 1789), el primer estudio sobre las mentalidades populares colectivas. Fue nombrado en la Sorbona en 1935, donde ocupará dos años más tarde la cátedra de Historia de la Revolución Francesa hasta 1945. Allí fundó el Institut d'Histoire de la Révolution française (IHRF) (Instituto de Historia de la Revolución Francesa), en 1937.
Expuso su visión del origen de la Revolución francesa en Quatre-Vingt-Neuf (Ochenta y nueve), publicada en 1939, durante su sesquicentenario, pero el régimen de Vichy prohibió el libro al año siguiente, ordenando la quema de ocho mil ejemplares. La obra fue por tanto virtualmente desconocida en Francia hasta su reedición de 1970. En el mundo anglosajón su reputación se garantizó con la traducción al inglés (The Coming of the French Revolution, 1947), que se considera un clásico. Expuso la versión definitiva de su interpretación marxista de las causas de la Revolución de 1789 en su obra La Révolution française (edición revisada en 1951), que fue traducida al inglés (The French Revolution, en 1962, y The French Revolution from 1793 to 1799, en 1964). 
En 1941 publicó la biografía Napoléon, que fue reeditada varias veces en algo más de diez años (4.ª edición en 1953).
En el curso académico 1945-1946, Georges Lefebvre dio en la Sorbona clases de historiografía que fueron publicadas en 1971 bajo el título La naissance de l'historiographie moderne (El nacimiento de la historiografía moderna).

## Valoración
Socialista durante toda su vida (fue amigo de Jean Jaurès), se influenció cada vez más por el marxismo desde la Segunda Guerra Mundial. Georges Lefebvre fue influenciado por el concepto central del materialismo histórico de que todo proceso histórico depende en última instancia de las relaciones de producción, que producen la lucha de clases entre la clase trabajadora y la clase dirigente. No obstante, es en primer lugar un historiador y no un polemista, y ve la historia en su entera complejidad, como resultado de la interrelación de factores sociales, económicos y políticos.
Georges Lefebvre sigue tomándose como modelo de explicación marxista ortodoxa de las causas de la Revolución, aunque haya sido discutido por otros autores (véase Debate historiográfico sobre la Revolución Francesa). Su visión política de la historia social de la Revolución Francesa se enmarca dentro de la corriente llamada "Escuela clásica" o "Escuela jacobina", enfrentada a otras corrientes de historiadores como la llamada "escuela contrarrevolucionaria" y la reciente "escuela revisionista" o neoliberal. Más allá de los debates partidistas, su amplia erudición y su reconocida honestidad han permitido que sus trabajos sigan siendo obras de referencia en el siglo XXI.
No confundir con otro historiador francés de apellido parecido, Lucien Febvre, cofundador de la revista Annales d'histoire économique et sociale.

## Obras
- Annales de l'Est et du Nord (1907)
- Les Paysans du Nord pendant la Révolution française (1924).
- Les origines de la Révolution française dans l'évolution de l'humanité, no 72
- La Grande Peur de 1789, éd. Félix Alcan (1932)
- Quatre-Vingt-Neuf : l'année de la Révolution (1939, rééd. 1970, rééd. 1989 aux Éditions Sociales)
- Napoléon, éd. Félix Alcan, coll. Peuples et civilisations, 606 p. (1935, rééd. 1955)
- La Révolution Française, Presses Universitaires de France (Vol. I, 1951 ; vol. II, 1957)
- Études sur la Révolution française 1954

### Traducciones
- El gran pánico de 1789: la Revolución Francesa y los campesinos. Barcelona: Paidós, 1986. ISBN 84-7509-376-0
- El nacimiento de la historiografía moderna. Barcelona: Martínez Roca, 1974. ISBN 84-270-0241-6
- 1789: Revolución Francesa. Barcelona: Laia, 1981. ISBN 84-7222-236-5
- La Revolución Francesa y el Imperio (1787-1815). México: Fondo de Cultura Económica, 2012. ISBN 9789681601911